# Kabinet-Karjalainen I
Het kabinet–Karjalainen I was de regering van de Republiek Finland van 12 april 1962 tot 17 december 1963. Het kabinet werd gevormd door de politieke partijen Centrumpartij, Nationale Coalitiepartij, Finse Volkspartij, Zweedse Volkspartij in Finland en de Sociaal-Democratische Unie van Arbeiders en Kleine Boeren na de parlementsverkiezingen van 1962 met voormalig minister van Buitenlandse Zaken Ahti Karjalainen van de Centrumpartij als premier.

## Kabinet–Karjalainen I (1962–1963)
| Ambtsbekleder                 | Ambtsbekleder         | Ambtsbekleder                     | Functie(s)                         | Ambtstermijn     | Ambtstermijn     | Partij(en)                                                 |
| ----------------------------- | --------------------- | --------------------------------- | ---------------------------------- | ---------------- | ---------------- | ---------------------------------------------------------- |
|                               | Ahti Karjalainen      | Ahti Karjalainen (1923–1990)      | Premier                            | 12 april 1962    | 17 december 1963 | Centrumpartij                                              |
|                               | Johannes Virolainen   | Johannes Virolainen (1914–2000)   | Vicepremier                        | 12 april 1962    | 17 december 1963 | Centrumpartij                                              |
| Minister van Landbouw         | Johannes Virolainen   | Johannes Virolainen (1914–2000)   |                                    | 12 april 1962    | 17 december 1963 | Centrumpartij                                              |
|                               |                       | Eeli Erkkilä (1909–1963)          | Minister van Binnenlandse Zaken    | 12 april 1962    | 8 februari 1963  | Centrumpartij                                              |
|                               | Niilo Ryhtä           | Niilo Ryhtä (1906–1995)           | Minister van Binnenlandse Zaken    | 9 februari 1963  | 17 december 1963 | Centrumpartij                                              |
|                               | Veli Merikoski        | Veli Merikoski (1905–1982)        | Minister van Buitenlandse Zaken    | 12 april 1962    | 17 december 1963 | Finse Volkspartij                                          |
|                               | Osmo Karttunen        | Osmo Karttunen (1922–1985)        | Minister van Financiën             | 12 april 1962    | 13 december 1963 | Nationale Coalitiepartij                                   |
|                               | Mauno Jussila         | Mauno Jussila (1908–1988)         | Minister van Financiën             | 13 december 1963 | 17 december 1963 | Centrumpartij                                              |
|                               | Johan Otto Söderhjelm | Johan Otto Söderhjelm (1898–1985) | Minister van Justitie              | 12 april 1962    | 17 december 1963 | Zweedse Volkspartij in Finland                             |
|                               | Toivo Wiherheimo      | Toivo Wiherheimo (1898–1970)      | Minister van Economische Zaken     | 12 april 1962    | 17 december 1963 | Nationale Coalitiepartij                                   |
|                               | Arvo Pentti           | Arvo Pentti (1915–1986)           | Minister van Defensie              | 12 april 1962    | 17 december 1963 | Centrumpartij                                              |
|                               | Olavi Saarinen        | Olavi Saarinen (1923–1979)        | Minister van Sociale Zaken         | 12 april 1962    | 18 oktober 1963  | Sociaal- Democratische Unie van Arbeiders en Kleine Boeren |
|                               | Kyllikki Pohjala      | Kyllikki Pohjala (1894–1979)      | Minister van Sociale Zaken         | 18 oktober 1963  | 17 december 1963 | Nationale Coalitiepartij                                   |
|                               | Armi Hosia            | Armi Hosia (1909–1992)            | Minister van Onderwijs             | 12 april 1962    | 17 december 1963 | Finse Volkspartij                                          |
|                               |                       | Veikko Savela (1919–2016)         | Minister van Transport             | 12 april 1962    | 17 december 1963 | Centrumpartij                                              |
|                               | Mauno Jussila         | Mauno Jussila (1908–1988)         | Minister van Landbouw              | 12 april 1962    | 17 december 1963 | Centrumpartij                                              |
| Ministers zonder portefeuille |                       |                                   |                                    |                  |                  |                                                            |
| Ambtsbekleder                 | Ambtsbekleder         | Ambtsbekleder                     | Functie(s)                         | Ambtstermijn     | Ambtstermijn     | Partij(en)                                                 |
|                               | Olavi Mattila         | Olavi Mattila (1918–2013)         | Minister zonder portefeuille       | 12 april 1962    | 17 december 1963 | Onafhankelijk                                              |
|                               |                       | Onni Koski (1890–1999)            | Minister voor Belastingzaken       | 12 april 1962    | 18 oktober 1963  | Sociaal- Democratische Unie van Arbeiders en Kleine Boeren |
|                               | Mauno Jussila         | Mauno Jussila (1908–1988)         | Minister voor Belastingzaken       | 18 oktober 1963  | 13 december 1963 | Centrumpartij                                              |
|                               | Kyllikki Pohjala      | Kyllikki Pohjala (1894–1979)      | Minister voor Maatschappelijk Werk | 12 april 1962    | 18 oktober 1963  | Nationale Coalitiepartij                                   |
|                               |                       | Onni Närvänen (1909–1995)         | Minister voor Openbare Werken      | 12 april 1962    | 18 oktober 1963  | Sociaal- Democratische Unie van Arbeiders en Kleine Boeren |
|                               | Olavi Lahtela         | Olavi Lahtela (1915–1968)         | Minister voor Openbare Werken      | 18 oktober 1963  | 17 december 1963 | Centrumpartij                                              |
|                               |                       | Verner Korsbäck (1910–1981)       | Minister voor Agrarische Zaken     | 12 april 1962    | 17 december 1963 | Centrumpartij                                              |